# Pont de Brotonne
Pour les articles homonymes, voir Brotonne.
Le pont de Brotonne se situe en Normandie, entre Le Havre et Rouen. Il enjambe la Seine depuis 1977 à l'est de Caudebec-en-Caux. Il a été financé par le conseil général de la Seine-Maritime pour désenclaver le pays de Caux et assurer notamment la liaison entre Yvetot et l'autoroute A13 en traversant la forêt de Brotonne, d'où son nom. Seuls deux ponts enjambent la Seine en aval : le pont de Tancarville et le pont de Normandie.
C'est un pont à haubans (structure en éventail). Sa travée centrale de 320 m en béton précontraint, était lors de sa mise en service la plus longue du monde. Elle est constituée de voussoirs assemblés par encorbellements successifs de part et d'autre des piliers principaux. Sa construction a entraîné la suppression des bacs de Seine de Caudebec et de La Mailleraye.

## Dimensions
- Longueur : 1 278 mètres
- Pylônes : 125 mètres
- Tablier à 50 mètres au-dessus de la Seine (gabarit maritime).
- Épaisseur du tablier :	3,80 mètres

## Historique
Le pont de Brotonne, dont la construction démarre en 1974, est inauguré le 9 juillet 1977.
Son passage est gratuit depuis septembre 2005.